# Shajbaniden

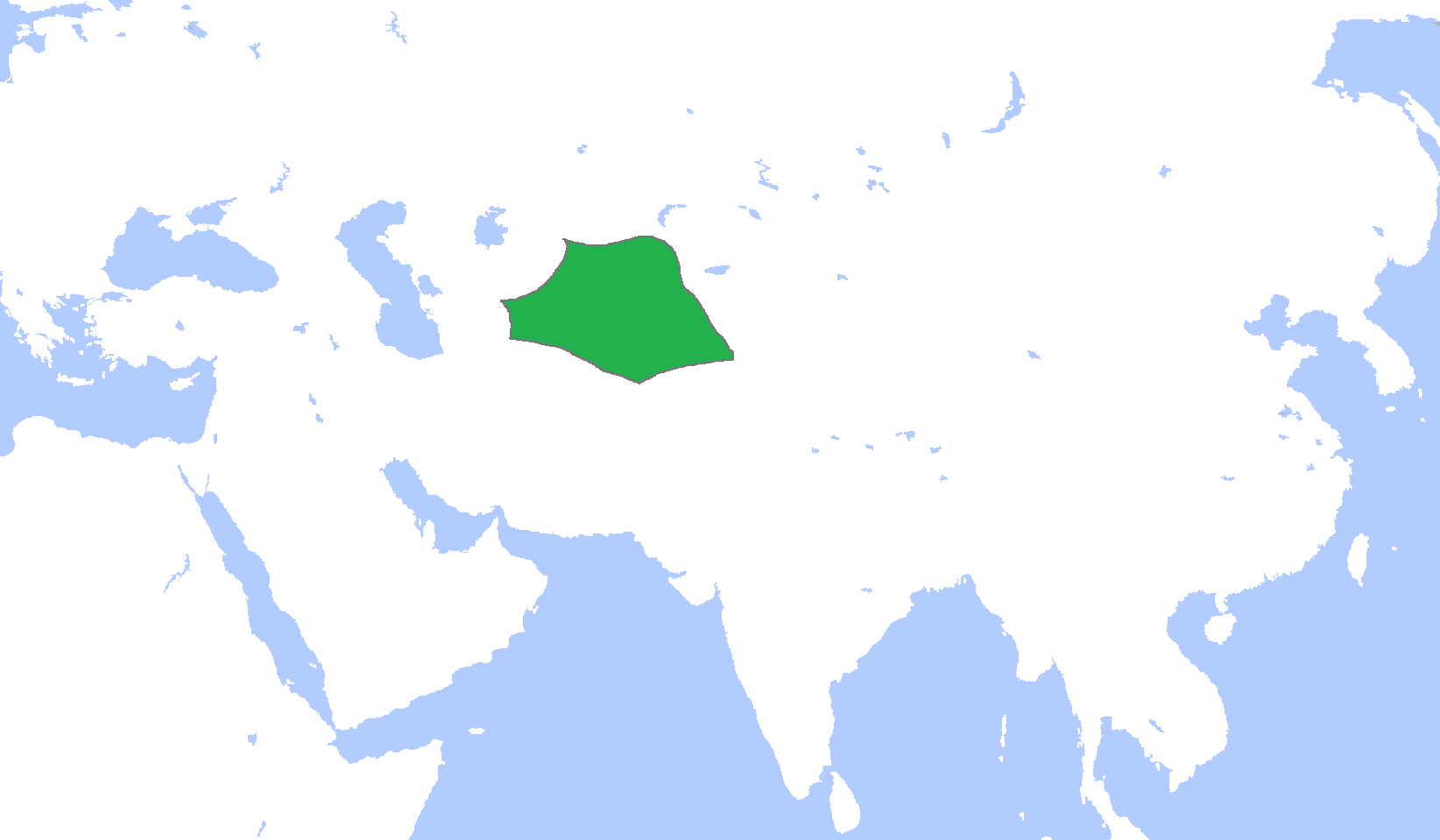
Kanaat van Boechara

De Shajbaniden was een Turks-Mongoolse dynastie die vanaf midden de vijftiende eeuw tot eind de zestiende eeuw over een deel van Centraal-Azië, het huidige Kazachstan en Oezbekistan heerste.

## Geschiedenis
De stichter van de dynastie Abu-l-Khayr was een nazaat van Siban, een zoon van Jochi, de oudste zoon van Dzjengis Khan. In 1447 slaagde hij er in kanaat Oezbekistan in te palmen. Zijn kleinzoon Moehammad Shajbani verdreef de Timoeriden en veroverde hun hoofdstad Samarkand in 1505 en stichtte het kanaat van Boechara.
Na verloop van tijd viel het kanaat van Boechara uiteen en ontstond het kanaat Xiva en het kanaat Sibir. Na interne troonstrijd stierf de laatste khan van Shajbaniden in 1599 en werd vervangen door een khan van de Janiden een dynastie uit het kanaat Astrachan.

## Khans van de Shajbaniden
- Abu-l-Khayr (1429-1468)
- Yadgar Khan (1468-1469)
- Moehammad Shajbani (1500-1510)
- Kuchkunji Khan (1512-1530)
- Ubaydallah Khan (1533-1540)
- Abd al-Latif 1540-1552
- Nawrûz Ahmad  1552-1556
- Pir Muhammad I 1556-1561
- Iskandar 1561-1583
- Abdullah Khan II 1583-1598
- Abd al-Mumin Khan 1598
- Pir Muhammad II 1598-1599